# 명랑 소극장
《명랑 소극장》은 대한민국의 KBS에 방송됐던 콩트 코미디 프로그램이다.

## 방송 시간
| 방송 채널 | 방송 기간                       | 방송 시간                          | 비고 |
| --------- | ------------------------------- | ---------------------------------- | ---- |
| KBS 2TV   | 1986년 6월 1일 ~ 1987년 3월 1일 | 매주 일요일 밤 7시 50분 ~ 8시 40분 |      |

## 출연자
- 심철호
- 이상해
- 배수남
- 한주열
- 최영순
- 서영환
- 박일수
- 서우락
- 임금희
- 원일
- 남훈
- 유성
- 석현
- 순철
- 임하룡
- 김형곤
- 최양락
- 전호성
- 김정식
- 심형래
- 이용근
- 조철남
- 성은주
- 변아영
- 주연희
- 조치원
- 지영옥
- 민태홍
- 손경수
- 김정수
- 김혜정

## 제작진
- 극본 : 김일태
- 연출 : 김혁, 안인기

## 같이 보기
- 코미디 하이웨이 - 후속작